# Tara Bai

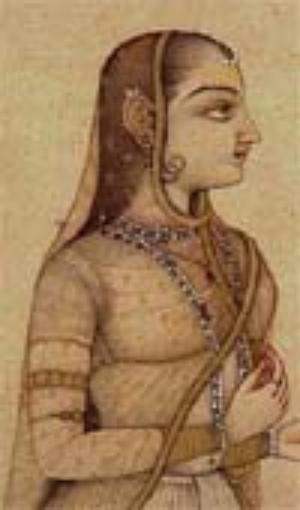
Tara Bai (1675–1761) als junge Frau (?)

Tara Bai, hindi / marathi ताराबाई, auch Rani Tara Bai, Tarabai oder Tara Bye, geb. 1675 als Sita Bai; gest. 9. Dezember 1761 in Satara im heutigen Maharashtra, war in den Jahren 1701–1708 Regentin im Marathenreich in Nordwestindien. Als Schwiegertochter des Staatsgründers, Chatrapati Shivaji aus der Dynastie der Bhonsle (भोंसले) (1630–1680) gelang es ihr, in einer kritischen Phase nach dem Tod ihres Mannes die Unabhängigkeit des Maratha-Fürstentums zu bewahren, ihrem Sohn Shivaji II. (1696–1726) den Thron und sich selbst die Regentschaft zu verschaffen und den Vormarsch der Mogularmeen zu stoppen.
Von ihren Verwandten am Hof in Satara entmachtet, gelang es ihr noch im hohen Alter, in Auseinandersetzungen mit der eigenen Familie die bis heute bestehende rivalisierende Dynastie der Bhonsle von Kolhapur zu installieren und für kurze Zeit erneut Regentin in Satara zu werden.

## Leben und Wirken

### Geburt, Herkunft und Ehe 1675–1700
Tara Bai stammte aus der Kshatriya-Kriegeradelsfamilie der Mohite (मोहीते) und war eine Cousine, ab ihrem achten Lebensjahr auch Ehefrau des Marathenfürsten Raja Ram (* 1670, reg. 1689, † 1700); ihr Vater war der Feldherr (senapati) der Marathen, Hambir Rao Mohite. Tara Bai war nur eine von vier offiziellen Frauen ihres Mannes. Die anderen legitimen Ehefrauen waren Janki Bai, ebenfalls Tochter eines Feldherrn des Staatsgründers und Schwiegervaters Shivaji, ferner Rajas Bai und Ambika Bai; ferner gab es noch eine Konkubine, die Mutter des kurzfristig auf den Gaddi erhobenen Karna.
Ihr Mann Raja Ram (reg. 1689–1700), der jüngere Sohn des Staatsgründers Shivaji Bhonsle, kam erst nach der Gefangennahme und Hinrichtung seines älteren Bruders Sambhaji II. (reg.1680–1689) an die Macht. Er galt als militärisch tüchtiger Herrscher, dem es gelang, die Marathenfestung Gingi im Tamilgebiet Südindiens, wohin er nach dem Tod seines Bruders geflohen war, neun Jahre lang gegen ein mogulisches Belagerungsheer zu halten; umgänglich und milde, war er jedoch ohne formale Bildung und politisch schwach.
Tara Bai galt als schön, war aber wegen ihres Intellekts, ihrer Ambitionen und dominierenden Persönlichkeit und Charakterstärke eher gefürchtet und respektiert als beliebt. Während der Abwesenheit ihres Mannes von 1689 bis 1694 hatte sie sich unter der Leitung des erfahrenen Premierminister Ramchandra Nilkanth Verwaltungs- und militärische Kenntnisse angeeignet. 1694 machte sich die Neunzehnjährige zusammen mit den anderen Ehefrauen auf dem Seeweg um Kap Komorin herum ins belagerte Gingi auf, um an der Seite ihres Mannes zu leben. Im belagerten Gingi gebar Tara Bai den einzigen gemeinsamen Sohn., den späteren Herrscher Shivaji II. (* 1696, reg.1700–1703, † 1726) Während Rajaram 1697 noch vor dem Fall der Festung entkommen konnte, durfte Tarabai mit ihrem zweijährigen Sohn und dem Rest der Familie aus der Gefangenschaft unbehelligt in die Heimat zurückkehren.
Bei einer Auseinandersetzung um ein Hofamt setzte sich Tara Bai gegen ihren eigenen Mann durch, was einen zeitgenössischen Beobachter zu der Äußerung veranlasste, sie sei „ein stärkerer Herrscher als ihr Mann“, und kein Marathenführer wage es, ohne ihren Befehl zu handeln; die Portugiesen in Goa nannten sie bereits 1701 „Königin der Marathen“ Raja Ram verlegte im Jahr 1699 den Hof nach Satara und trug den Krieg ins Mogulgebiet; im Alter von nur 30 Jahren starb er nach den Anstrengungen eines Kriegszugs in der Provinz Berar eines natürlichen Todes.

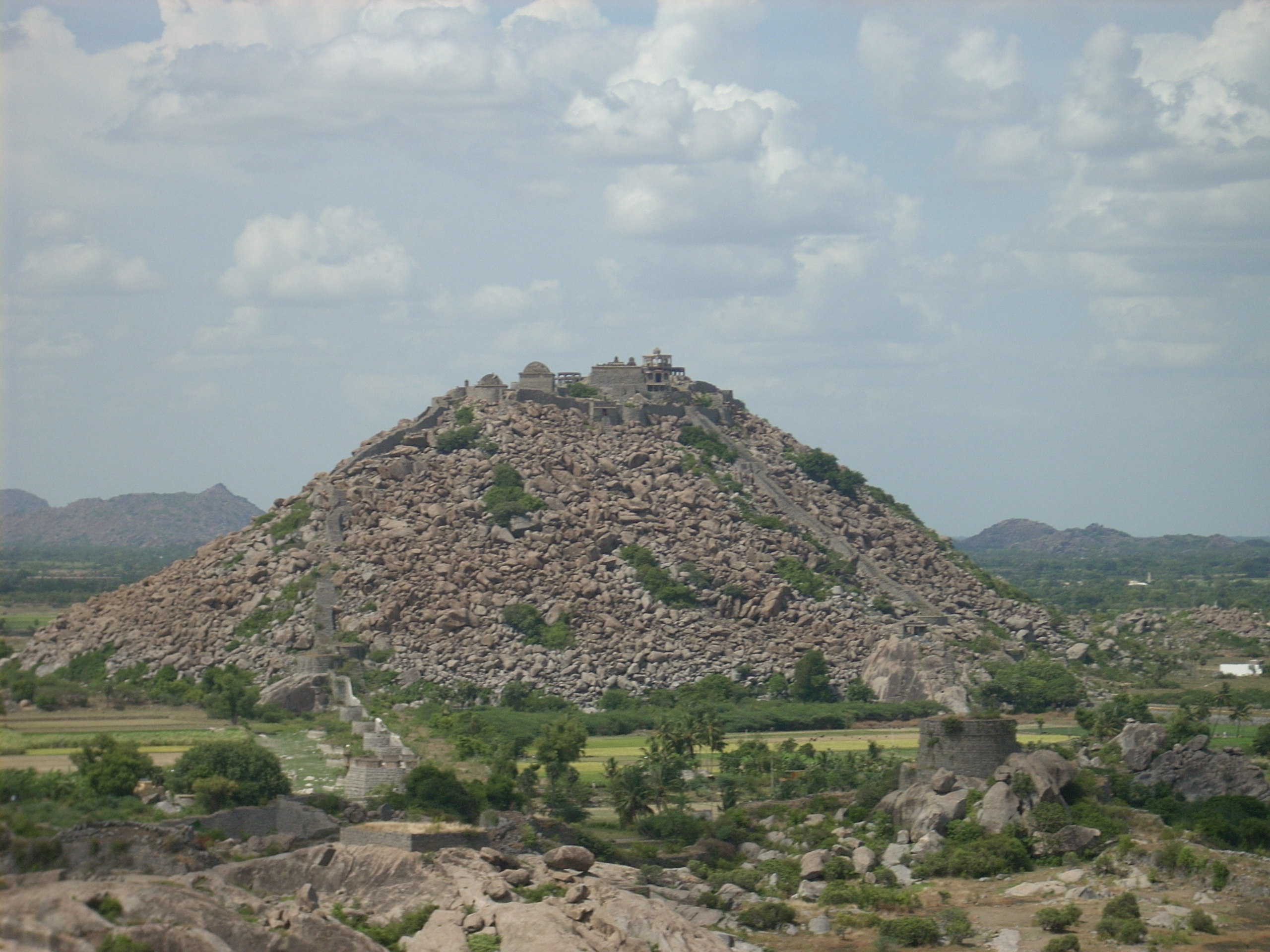
Rajagiri Fort in Gingi

### Regentschaft, Kampf gegen Kaiser Aurangzeb 1700–1708
Nach dem Tod von Raja Ram beging eine der Ehefrauen Sati, später starb die zweite, während Tara Bai und seine Zweitfrau Rajas Bai, die ebenfalls einen Sohn von Raja Ram hatte, andere Pläne hegten. Um die Thronanwärter bildeten sich bei Hofe Fraktionen, und zunächst wurde der unebenbürtige Karna, der aus der Verbindung mit einer Konkubine stammte, zum neuen Chatrapati der Marathen erhoben; um ihrem eigenen, vierjährigen Sohn den Thron zu verschaffen, ließ sie an ihm die Zeremonie der Verleihung der dreifachen Schnur des Brahmanen vollführen und erfüllte damit eine wichtige Voraussetzung zur rechtmäßigen Inbesitznahme des Throns. Darüber hinaus machte sie Kaiser Aurangzeb ein Unterwerfungsangebot, das ihren Sohn zwar zum Moguladligen erklärt hätte, zugleich aber zum dominierenden Zamindar und Deshmukh (Steuer- und Grundherrn) des gesamten Dekkan; der misstrauische Aurangzeb ging auf das Angebot jedoch nicht ein und setzte seine Expansionsbemühungen in Richtung Süden weiter fort, um den Hindu-Marathenstaat ebenso wie zuvor schon die muslimischen Nachbarsultanate Bijapur 1686 und Golkonda 1687 als Subah (Provinz) dem Reich von Delhi einzuverleiben.
Als Karna nach nur drei Wochen an den Pocken starb, gelang es Tara Bai gegen den Widerstand der jüngeren Zweitfrau, Rajas Bai, ihrem eigenen Sohn Shivaji auf den Thron (gaddi) zu verhelfen; als Regentin ergriff sie nun im Namen des Minderjährigen energisch die Zügel der Regierung.
Die Einnahme der Hauptstadt Satara durch feindliche Truppen wenige Wochen später zwang Tara Bai, von wechselnden Stützpunkten aus mit ihren hochmobilen Reitertrupps einen immer weiter sich ausdehnenden Guerillakrieg zu führen, den erfolgreich zu beenden den Mogulheeren auch trotz Einnahme zahlreicher Bergfestungen im Sahyadri-Küstengebirge der Western Ghats nicht gelang. Nur ihrer energischen, mitreißenden Führung, oft unter persönlichem Einsatz, war es zu verdanken, dass die Festungs- und Truppenkommandeure dem Fürstenhaus die Treue hielten und den Widerstand nicht aufgaben; ihr stand inzwischen der weit über achtzigjährige Kaiser Aurangzeb selbst gegenüber, der seine Truppen persönlich anführte.
Gleichzeitig erreichte es Tara Bai nach und nach, in Regionen unter Mogulherrschaft parallele Strukturen einzurichten, so dass in den umliegenden Gebieten Steuern, Zölle und Aushebungen auch im Namen des Chhatrapati geleistet wurden.

„Ihr administrativer Genius und ihre Charakterstärke retteten die Nation aus der schrecklichen Krise, die ihr als Folge von Rajarams Tod, der umstrittenen Thronfolge und Aurangzebs wiederholten Siegen zwischen 1699 und 1701 drohte.“

Als ihr Sohn im Jahr 1703 geisteskrank wurde, setzte sie ihn kurzerhand ab und ließ ihn einsperren; bis 1707 regierte sie alleine in seinem Namen. Zum Zeitpunkt des Todes von Kaiser Aurangzeb 1707, der eigens zum Zweck der Kriegführung die Reichshauptstadt in den Süden, nach Aurangabad, verlegt hatte, war die Marathenhauptstadt Satara schon wieder im Besitz der Marathen; unter Tara Bais Führung trugen ihre äußerst beweglichen Reitertruppen nach 1705 den Krieg in die angrenzenden Regionen Khandesh, Malwa und Gujarat und vollführten ihre Streifzüge teilweise unter den Augen des kaiserlichen Heeres.

„Bald danach hieß es, der älteste Sohn, ein Junge von fünf Jahren, sei an den Pocken gestorben. Die Adligen machten daraufhin Tara Bai, die Hauptfrau, zur Regentin. Sie war eine schlaue, intelligente Person und hatte sich schon zu Lebzeiten ihres Mannes eine Reputation wegen ihrer Kenntnisse in zivilen und militärischen Angelegenheiten erworben. Tara Bai zog sich ins unwegsame Bergland zurück. Auf diese Nachricht hin ließ der Kaiser die Freudentrommeln schlagen, die Soldaten gratulierten einander und sagten, dass wieder ein Stein aus dem Weg geräumt und es nun nicht mehr schwer sei, zwei kleine Kinder und eine hilflose Frau zu überwältigen. Sie hielten ihre Feindin für schwach, verächtlich und hilflos, aber Tara Bai – so hieß die Frau von Ram Raja – bewies große Fähigkeiten beim Kommandieren und Regieren, und von Tag zu Tag weitete der Krieg sich aus und wuchs die Macht der Marathen.“

### Kampf gegen Fürst Shahu 1708–1714
Nachdem der älteste Sohn Shivajis und ältere Bruder ihres Mannes, Fürst Sambhaji (1657–1689), 1689 in Mogul-Gefangenschaft geraten, gefoltert und hingerichtet worden war, brachte sein Sohn, der spätere Shahu I. (1682–1749), gemeinsam mit seiner Mutter Yesu Bai die folgenden achtzehn Jahre bis 1707 als Geisel in Ehrenhaft in unmittelbarer Nähe Kaiser Aurangzebs (1618–1707) zu, wo er Sitten, Denkweise und Religion der Gegner kennen lernte, den Übertritt zum Islam jedoch ablehnte und in brahmanischer Tradition erzogen wurde; die Tochter des Kaisers selbst zog den Knaben Shahu im Harem auf.
Nach dem Tod des Kaisers ließ sein Sohn Azam den Prinzen Shahu unverzüglich frei, in der Hoffnung, damit Zwist im Marathenlager zu säen. Als Shahu den Thron von Satara nun für sich beanspruchte, erklärte ihn Tara Bai zunächst für einen Betrüger, stellte sich dann, als seine Identität sich bestätigte, im Namen ihres Sohnes dem heimkehrenden Neffen entgegen; sein Vater Sambhaji habe durch den Tod in der Gefangenschaft das Anrecht auf die Regierung verloren und nur ihr eigener, inzwischen verstorbener Mann, Rajaram, habe das Fürstentum 10 Jahre lang aufrechterhalten; sie selbst habe danach als Regentin das Land acht Jahre allein gegen die Landesfeinde verteidigt. Er selbst sei nach Art und Sitte inzwischen ein Mogul geworden, von dem Thronfolger Bahadur Shah I. (reg. 1707–1712) sogar im Amt bestätigt und daher kein vertrauenswürdiger Marathe mehr.
Tara Bai musste erleben, dass die Kreise bei Hof und beim Militär, vor allem ihr Premierminister oder Wesir, der Peshwa, dem Nachkommen Shivajis in direkter Linie den Vorrang gaben, so dass Shahu nach einer gewonnenen Schlacht 1708 als Fürst in Satara einziehen konnte. Den Peshwa, der ihm zur Macht verholfen hatte, stattete Shahu mit ausgedehnten Verwaltungs- und Finanzvollmachten aus. Unter ihm wurden die Marathen zu einer Führungsmacht im Norden des Landes.
Es gab fortan zwei Maratha-Königtümer, dasjenige Shahus im Norden mit der Hauptstadt Satara, das andere Tarabais mit der Hauptstadt Kolhapur im Süden, die sich erbittert gegenüberstanden. Tara Bai entfachte nun einen achtjährigen Nachfolge- und Bürgerkrieg gegen das Stammhaus in Satara und versuchte von ihrer Residenz in Kolhapur und von ständig wechselnden Standorten aus, die Deshmukhs (kleinen Fürsten) des Landes für sich zu gewinnen. Auch die Moguln rief sie – wieder mit dem Angebot der Zusammenarbeit und wieder vergeblich – um einen Sanad („Genehmigung, Dokument“) zur Anerkennung ihrer Ansprüche an. Das Land versank im Chaos 1713 gelang es dem Peshwa, sie gefangen zu nehmen, und als er 1719 vom Mogulhof in Delhi auch noch die Steuererhebung in seinem Gebiet erhielt, war die Entscheidung zum Vorteil ihrer Gegner gefallen.

### Haft 1714–1730
Eine Palastrevolution zugunsten des Sohnes der zweiten Frau ihres verstorbenen Mannes, Rajas Bai, brachte 1714 diesen als Sambhaji II. (* 1698, reg. 1714–1760, † 1760) in Kolhapur an die Macht; Tara Bai und ihr Sohn Shivaji II. wanderten ins Gefängnis der Feste Panhala, wo sie 16 Jahre lang, ihr Sohn zwölf Jahre lang (bis zu seinem Tod 1726) festgehalten wurden, und damit war sie auch von der Herrschaft in dieser Nebenlinie ausgeschlossen.
Die dynastischen Auseinandersetzungen um die Thronfolge der Bhonsles von Satara und der jüngeren Linie von Kolhapur hielten jedoch ungeachtet Tara Bais Entmachtung an, bis im Jahr 1730 eine Schlacht die Erbfolge zugunsten Shahus von Satara entschied; 1731 musste Sambhaji II. sich im Vertrag von Warna endgültig mit der Herrschaft über das engere Gebiet um seine Hauptstadt zufriedengeben und wurde damit der erste Raja von Kolhapur.

### Hausarrest 1730–1748
Tara Bais Neffe, Fürst Shahu I., ließ sie infolge des Sieges über die Linie in Kolhapur als Kriegsgefangene an seinen Hof in Satara bringen, allerdings in Ehrenhaft bzw. Hausarrest, wo die 55-Jährige die nächsten 15 Jahre in politischer Abstinenz verbrachte, ehe sie im Jahr 1748 im hohen Alter ein erstaunliches Comeback erlebte.

### Erneute Regentschaft 1749–1761

#### Kampf gegen den Peshwa 1749–1752
Angesichts des Todes seiner Lieblingsfrau im Jahr 1748 und der Intrigen in seinem Harem um die Thronfolge hatte sich Shahu, der keinen eigenen männlichen Nachkommen besaß, von Tara Bai nämlich dazu überreden lassen, einen ihm unbekannten Knaben, Ramaraja (oder Rajaram), als Sohn Shivajis II. bzw. Tara Bais zu adoptieren und damit als Thronfolger anzuerkennen. Als Shahu 1749 nach langem Siechtum starb, hatte er freilich aus Sorge um die Zukunft des Landes zuvor bereits seinen jungen Premierminister, den Peshwa Balaji Baji Rao (Nanasaheb, 1720–1761), mit umfassenden Vollmachten zu Lasten des Thronfolgers ausgestattet; Nanasaheb verlegte daraufhin den Sitz des Peshwaamtes und damit das Verwaltungszentrum des Marathenstaates umgehend 1749 nach Pune.
Wie richtig diese Entscheidung war, zeigte sich 1750, als die fast 75-jährige Tara Bai erneut, diesmal für den von ihr aus der Anonymität hervorgeholten (vermeintlichen) Enkel, die Regentschaft über den Marathenstaat von Satara antrat. Als ihr Geschöpf Rajaram II. sich jedoch weigerte, den amtierenden Peshwa während dessen Abwesenheit auf einem Feldzug gegen den Nizam von Hyderabad abzusetzen, kerkerte sie ihn – wie schon 50 Jahre zuvor im Jahr 1703 ihren eigenen Sohn – im gleichen Jahr kurzerhand ein und erklärte ihn für einen Betrüger, der sich ihr Vertrauen erschlichen habe.
Dem Peshwa warf sie vor, zu Lasten des Kshatriya-Fürstenhauses eine Brahmanenherrschaft errichten zu wollen. In dem nun folgenden zweijährigen Kampf mit Peshwa Nanasaheb erreichte die fast Achtzigjährige im Jahr 1752 schließlich ein Abkommen, das beiden Seiten Kompromisse abnötigte: In einem auf den Marathenschutzgott Khandoba abgelegten Eid erklärte Tara Bai den Thronfolger feierlich für einen Betrüger, zwang aber den Peshwa dazu, weiter dessen Souveränität und ihre eigene Regentschaft anzuerkennen. Bis zu ihrem Lebensende übte sie dementsprechend in Satara alle Tätigkeiten einer Fürstin aus, wobei der Peshwa sie – zumindest nach außen hin – um ihren Rat zu fragen hatte.

#### Herrscherin in Satpura 1752–1761
Der kranke und in seiner Haft geistig angegriffene Rajaram II. wurde nun nicht etwa aus seinem Gefängnis entlassen, sondern blieb ihr Gefangener, obwohl er als Chhatrapati aus dem Hause Bhonsle dem Namen nach Herrscher blieb; die wirkliche Macht ging jedoch von nun an erblich auf ihren Premierminister über, so dass es neben Satara, dem offiziellen Sitz des Fürsten, und Kolhapur als Residenz der Nebenlinie noch den Amtssitz des Peshwa in Pune als drittes Machtzentrum gab.
Auch die Marathengeneräle – die Scindias (Shindes) von Gwalior, die Holkars von Indore, die Gaekwars von Baroda und die Bhonsles von Nagpur – gründeten nun ihre eigenen Fürstentümer, alle jedoch unter der weiter geltenden, nominellen Oberherrschaft des Fürstenhauses des Bhonsle von Satara.

### Tod 1761
Tara Bai starb hochbetagt mit 86 Jahren, im selben Jahr wie ihr verhasster Gegner, Peshwa Nanasaheb aus Pune, im Jahr der verheerenden Niederlage von Panipat 1761, die im Norden auf Dauer ein Machtvakuum hinterließ. In ihrem letzten Regierungsjahr installierte sie noch Nanasahebs zweiten Sohn, Madhav Rao, als neuen Peshwa.
In Tara Bais Person und ihrem Wirken, das fast das gesamte Jahrhundert seit der Staatsgründung 1674 (Königskrönung Shivajis) umfasst, spiegeln sich die Möglichkeiten, aber auch die Grenzen der Maratha-Regionalmacht. Die von ihr bereits um 1700 eingeleitete Expansion in den Norden erwies sich gegen Ende ihres Lebens als gescheitert.
Eine lockere Konföderation löste noch zu ihren Lebzeiten die ursprünglich straffe marathische Zentralregierung des Gründers ab, doch zur gleichen Zeit zerfiel auch das Mogulreich in atemberaubenden Tempo in Regionalreiche.

## Gesellschaftlicher Wandel zu Tara Bais Zeit

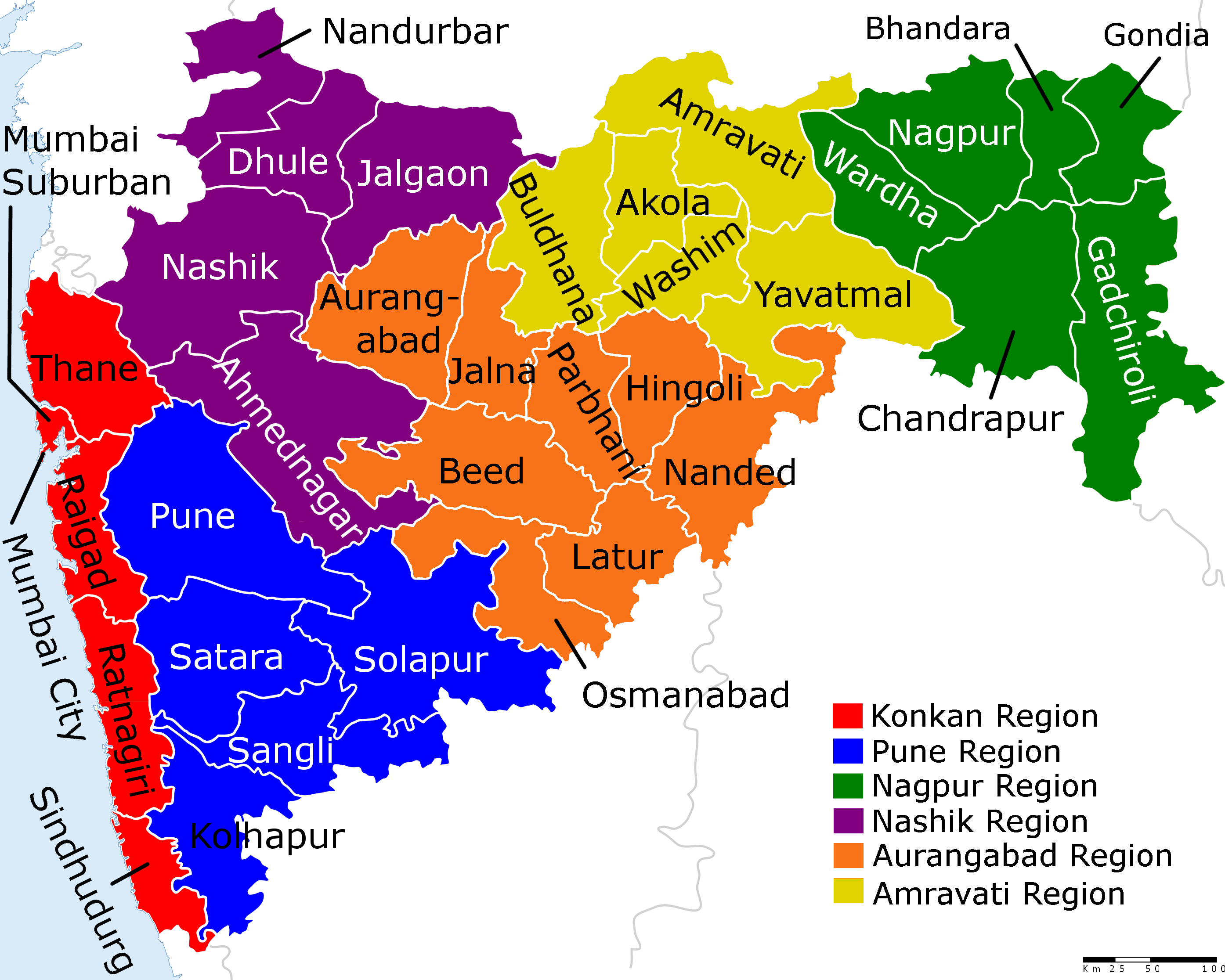
Distrikte von Maharashtra, mit Desh (blau) und Konkan (rot)

In den jahrzehntelangen Kriegen hatte sich die Gesellschaft in die eigentlichen „Marathas“, eine militärische Dienstelite zu Pferde mit eigenem Verhaltenskodex, und die Landwirtschaft betreibende Bevölkerung (Kunbi) aufgespalten, wobei Raub und Plünderung die bei weitem lukrativeren Tätigkeiten waren. Gegen Ende von Tara Bais Lebenszeit wandten sich daher auch die Kunbis dem Maratha-Soldatenhandwerk zu. Als jedoch die Ernten und damit die Steuereinnahmen durch die endlosen Kriegszüge zurückgingen und das Staatsgefüge bedrohten, wurden zu Ende von Tara Bais Lebens- und Regierungszeit zunehmend Söldner – Pathanen, Araber, Nord- und Südinder – zum Kriegsdienst herangezogen, der Begriff „Marathe“ erlebte eine letzte Wandlung.
Durch die Notwendigkeit, die Truppen zunehmend mit Bargeld zu entlohnen, fiel zudem den brahmanischen Bankiers der Westküste (Kokanasthi- oder Chitpavan-Brahmanen) eine wichtige Rolle zu; sie zogen vom Konkan (Küstenland) auf das hochgelegene Desh (Inland), zogen mehr und mehr politische Aufgaben an sich und bildeten als Peshwas die neue Führungselite. Damit verbunden war – bei aller Vorliebe der marathischen Elite für mogulische Kunst und Kultur – eine bisher nicht gekannte Hinduisierung und Brahmanisierung der gesamten Gesellschaft.

## Weiterleben
Vor allem Tara Bais siebenjähriger Kampf auf Leben und Tod mit den Truppen Kaiser Aurangzebs (1618–1707) macht Tara Bai in Film, Presse und im Web bis heute zur populären Figur des nationalen und Hinduwiderstands gegen Muslime und Mogul-Zentralmacht, während Historiker in ihr eher eine intelligente und entschlossene Opportunistin ohne weiterreichende politische oder religiöse Ziele sehen.
Tara Bai zählt wie die Hindufürstinnen Chand Bibi (1550-1600) von Ahmednagar, Lakshmibai, Rani von Jhansi (1828–1858) oder Ahilya Bai Holkar von Indore (1725–1795), die christliche Begum Samru von Sardhana (1753–1836) oder die muslimischen Begums von Bhopal, die 1819–1926 in ununterbrochener Frauenlinie regierten, zweifellos zu den „starken Frauen“ Indiens. Ein vergleichbarer Lebenslauf – Verwitwung, Regentschaft, langjähriger militärischer und diplomatischer Kampf gegen die Verwandtschaft und eine schier übermächtige Zentralgewalt, konfessionell-religiöse Sonderstellung – findet sich in Europa bei der Landgräfin Amalie von Hessen-Kassel (1602-1651).

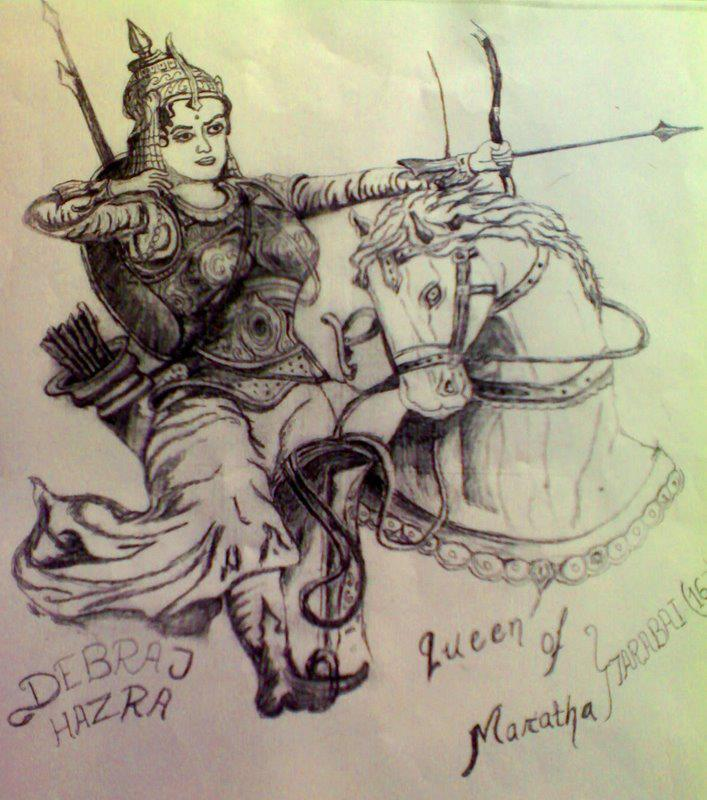
Tara Bai (1675–1761) in einer modernen Fantasiedarstellung

## Zitate
- „... eine Abenteuerin und Opportunistin... ohne Folgerichtigkeit und moralische Prinzipien… [, deren]  Verhalten nicht im Einklang stand mit ihren Beteuerungen.“ – Kishore 1963[47]
- „Ihr Fall zeigt, dass eine Frau de facto als Frau (oder Witwe) und als Mutter (und Regent) eines möglichen Erben regieren konnte. Um als Königin zu herrschen, bedurfte es außerordentlicher Begabung, Energie und glücklicher Umstände.“ – Gordon 1993[48]
- „…one of the most remarkable women in Indian history“; Eaton 2005[49]
- „ein Verwaltungsgenie… eine Erzintrigantin und Ränkeschmiedin erster Güte… Sie hielt mit Erfolg Aurangzeb und drei Peshwa-Generationen in Schach“; Mehra 1985[50]
- „Die Leute sagen, ich sei eine streitsüchtige Frau“ – Tarabai 1748[51]

## Tara Bai in der Volks- und Populärkultur

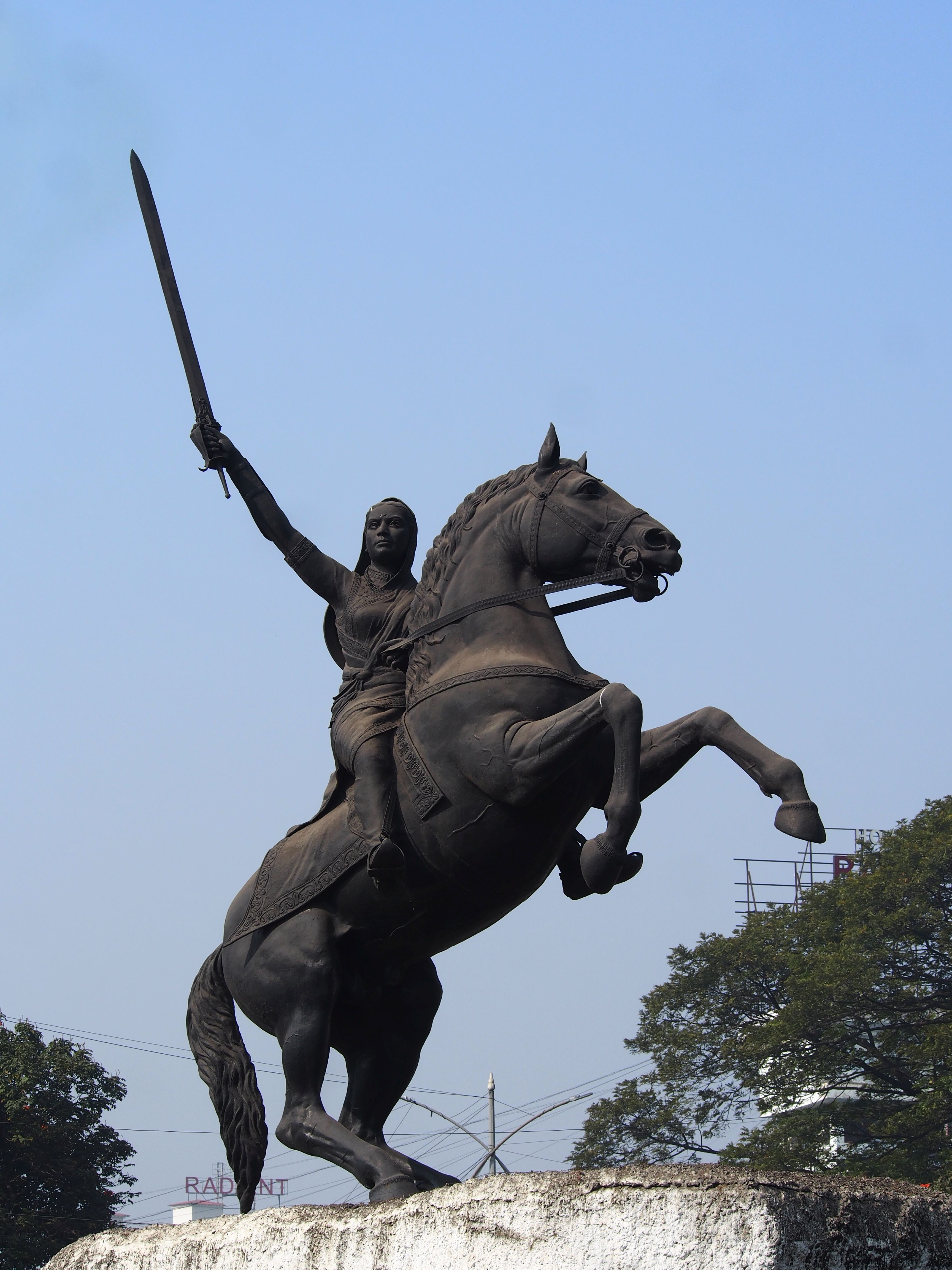
Reiterstandbild in Kolhapur

### Verfilmungen
- ältere indische Verfilmung

### Darstellung in Sachbüchern und Romanen
- Manohar Malgonkar: Chhatrapatis of Kolhapur. Popular Prakashan. Bombay : Chand 1971 –Quellennahes Sachbuch in erzählerischer Form des Marathi-Romanciers und Novellisten Malgonkar (1906–?), wird u. a. in Auszügen zitiert von Eaton, Deccan, S. 177 ff.

### Denkmäler und Statuen
- Kolhapur, Reiterstandbild

### Sekundärliteratur
- Richard M. Eaton: A Social History of the Deccan, 1300-1761. Cambridge u. a. : CUP 2005. (The New Cambridge History of India I, 8) – Darin S. 177–202 Tarabai (1675-1761): the rise of the Brahmins in politics.
- John F. Richards: The Mughal Empire. Cambridge u. a. : CUP 1993. (The New Cambridge History of India I, 5) – Neudruck 2000
- Sushila Vaidya: Role of women in Maratha politics (1620 - 1752 A.D.). Delhi : Sharada 2000. – Teilw. zugl. Univ. Diss. Saugar (Sagar), M.P.
- M. S. Naranave: Forts of Maharashtra. New Delhi 1995.
- Stuart Gordon: The Marathas, 1600-1818. Cambridge u. a. : CUP 1993 (The New Cambridge History of India II.4), v. a. s.100 ff.
- Shalini V.[asantrao] Patil: Maharani Tarabai of Kolhapur (c.1675-1761 A.D.). New Delhi 1987. – Teilw. zugl. Bombay Univ. Diss.
- Parshotam Mehra: A Dictionary of Modern Indian History 1707-1947. 2. Aufl. Delhi. Bombay. Calcutta. Madras : Oxford University Press 1987. – S. 714–716 s. v. Tara Bai
- V.[iṭhṭhala] G.[opāla] Khobarekara (Hg.): Tarikh-i-Dilkasha (Memoirs of Bhimsen Relating to Aurangzib's Deccan Campaign), übs.v. Jadunath Sarkar. Bombay : Dept. of Archives 1972. (Sir Jadunath Sarkar birth centenary commemoration volume)
- Appasaheb Ganapatrao Pawar:  Tarabai papers. A collection of Persian letters, with photographs of 212 letters, copied from originals; summarised into English and Marathi. Foreword by Sethu Madhava Rao Pogdi. English and Marathi index. 216 S. Kolhapur : Shivaji University Press 1971. – Text in Persisch. Die Briefsammlung wurde laut Vorwort von Govindrao Prabhu zusammengestellt.
- Appasaheb G.[anapatrao] Pawar (Hgb.): Tarabai Kalina Kagada Patre. 3 Bde. Kolhapur 1969. (Kolhapur Documents Relating to the Tarabai Period)
- Brij Kishore: Tara Bai and her Times. London. Bombay : Asia Publication House 1963
- Govind Sakharam Sardesai: New History of the Marathas. 3 Bde. Bd. 1: Shivaji and his line 1660-1707 (1946); Bd. 2: The Expansion of the Maratha power 1707-1772 (1948); Bd. 3: Sunset over Maharashtra 1772-1848 (1948). Bombay : Karnatak Printing Press u. a. 1946-1948 (mehrere Nachdrucke).
- Jadunath Sarkar: History of Aurangzib, mainly based on Persian sources. 5 Bde Calcutta : Sarkar 1912-1924 (1958)
- Jadunath Sarkar: History of Aurangzib, mainly based on Persian [später: Original] sources. Calcutta : Sarkar 1912-1924.
  - 1. Reign of Shah Jahan. 1912 Digitalisat Bd.1
  - 2. War of succession. 1912 Digitalisat Bd.2
  - 3. First half of the reign, 1658-1681. 1916 - 2. geringf. erg. Aufl. 1921. 3. erneut geringfügig erg. Aufl. 1928 Digitalisat Bd.3
  - 4. Southern India, 1645-89. 1920. – 2. erw. und teilw. umgeschriebene Aufl. 1929 Digitalisat Bd.4
  - 5. The closing years, 1689-1707. 1924 Digitalisat Bd.5
- Jadunath Sarkar: Rise of the Maratha Power (1630-1707). In: Maharastra State Gazetteers. History. Part III – Maratha Period. Bombay : Govt.Printing 1967, S. 1–29
- Vishvanath Govind Dighe: Peshwa Baji Rao I and Maratha Expansion. Bombay : Karnatak Publ. House 1944. (Zugl. Bombay Univ. Diss. 1941)